# HV Sittardia
El HV Sittardia fue un club de balonmano neerlandés de la localidad Sittard. Sigue siendo el club con más títulos nacionales de los Países Bajos. En 2008, el club se fusionó con el Beekse Fusie Club y el V&L Handbal Geleen para formar el OCI Limburg Lions Geleen

### Palmarés
Campeonatos nacionales
- Liga neerlandesa (18) : 1966, 1968, 1969, 1970, 1971, 1972, 1973, 1974, 1975, 1976, 1977, 1979, 1987, 1990, 1993, 1994, 1997, 1999
- Copa Holandesa (7) : 1979, 1980, 1981, 1984, 1995, 1997, 2001
- Supercopa Holandesa (5) : 1992, 1994, 1995, 1997, 1999